# 안동 광흥사 명부전 목조지장보살삼존상 및 시왕상 일괄
안동 광흥사 명부전 목조지장보살삼존상 및 시왕상 일괄(安東 廣興寺 冥府殿 木造地藏菩薩三尊像 및 十王像 一括)은 경상북도 안동시 서후면 재품리, 광흥사에 있는 불상이다. 2016년 4월 28일 경상북도의 유형문화재 제494호로 지정되었다.

## 지정사유
안동 광흥사의 명부전에 봉안되어 있는 목조지장보살삼존상과 시왕상 등은 총 21軀의 불상들로 구성되어 있다. 지장보살을 중심으로 좌우의 도명존자와 무독귀왕이 삼존을 이루고, 좌우로 시왕, 판관, 사자, 귀왕, 인왕이 차례로 배치되어 있다.
불상에서 발견된 조성발원문에 의하면, 수조각승 端應을 비롯한 15명의 조각승들에 의해 1692년(강희 31)에 완성된 것으로 확인되며 동자상을 제외한 완결된 구성을 보여 준다.
문자기록을 잘 구비하고 있을 뿐만 아니라 작품의 완성도 또한 뛰어나며, 조선후기 불교조각사 연구에 중요한 자료라고 판단되므로 有形文化財로 지정한다.

## 지정 내역
| 일련번호        | 명칭                                                 | 재료 | 구조·형식 ·형태 | 규격(cm)                  | 수량 | 기타 특징        |
| --------------- | ---------------------------------------------------- | ---- | --------------- | ------------------------- | ---- | ---------------- |
| 有形 文化財 494 | 安東 廣興寺 冥府殿 木造地藏菩薩三尊像 및 十王像 一括 | 21軀 | 21軀            | 21軀                      | 21軀 | 21軀             |
| -1)             | 지장보살                                             | 나무 | 좌상            | 높이 105.2cm, 슬폭 52.5cm | 1軀  | 제작연대: 1692년 |
| -2)             | 도명존자                                             | 나무 | 입상            | 높이 135cm                | 1軀  | 제작연대: 1692년 |
| -3)             | 무독귀왕                                             | 나무 | 입상            | 높이 152cm                | 1軀  | 제작연대: 1692년 |
| -4)             | 시왕                                                 | 나무 | 좌상            |                           | 10軀 | 제작연대: 1692년 |
| -5)             | 귀왕                                                 | 나무 | 입상            |                           | 2軀  | 제작연대: 1692년 |
| -6)             | 판관                                                 | 나무 | 입상            |                           | 2軀  | 제작연대: 1692년 |
| -7)             | 사자                                                 | 나무 | 입상            |                           | 2軀  | 제작연대: 1692년 |
| -8)             | 인왕                                                 | 나무 | 입상            |                           | 2軀  | 제작연대: 1692년 |

## 참고 문헌
- 안동 광흥사 명부전 목조지장보살삼존상 및 시왕상 일괄 - 국가유산청 국가유산포털